# Fusain

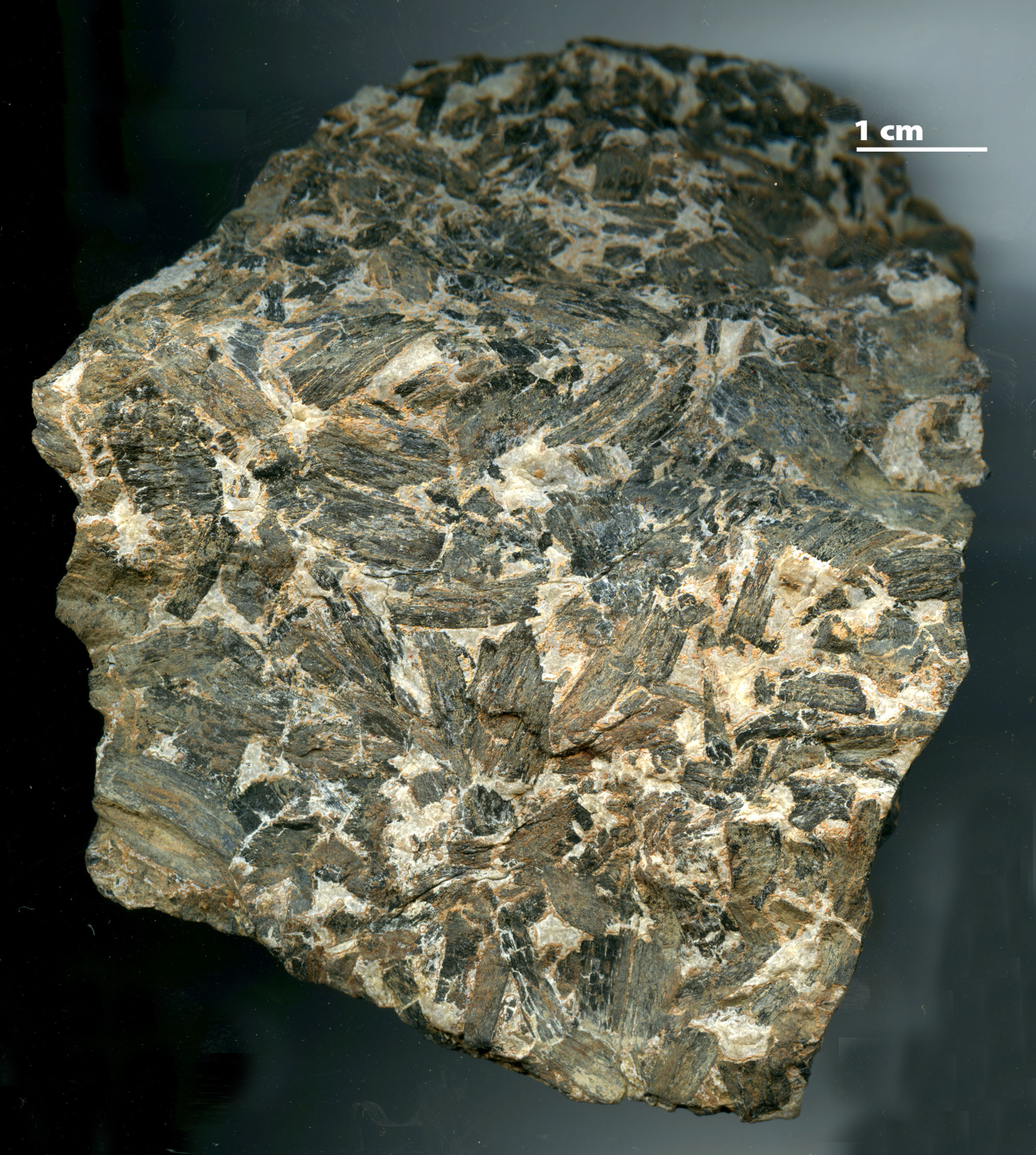
Un ejemplo de fusain, carbón vegetal fosilizado. Encontrado en un montón de escombros de una mina de carbón subterránea en el condado de Grundy, Illinois.

Fusain es un depósito de carbono fosilizado que, tras algunas controversias, se ha identificado como carbón vegetal fosilizado.
Es fibroso, negro y opaco y, a menudo, conserva los detalles de la arquitectura de la pared celular. El fusain derivado de la madera generalmente toma la forma de bloques cúbicos, mientras que el fusain de otro material vegetal puede tomar la forma de películas delgadas que solo son visibles bajo un microscopio donde la roca circundante se disuelve por maceración ácida. El material es sedoso y se desmorona al tacto. La pérdida de elementos volátiles durante la combustión significa que los fósiles de fusain suelen ser más pequeños que el organismo original, pero este mismo factor hace que sea poco probable que sean consumidos por ningún animal (ya que no tienen ningún valor nutricional), lo que aumenta su potencial de conservación.
El fusain muestra características diagnósticas de pirólisis en material moderno: las paredes celulares del xilema se homogeneizan y posteriormente se agrietan a lo largo de sus medios.